# الدويلة (قرية)
قرية الدويلة قرية عراقية تتبع محافظة ديالى تبعد 25 كلم شرق بعقوبة.